# FC KAGOSHIMA
FC KAGOSHIMA（エフシー カゴシマ）は、かつて存在した社会人サッカーのクラブチーム。鹿児島県鹿児島市を本拠地としていた。ヴォルカ鹿児島と共に、日本プロサッカーリーグ（Jリーグ）に加盟する鹿児島ユナイテッドFCの前身となったクラブである。

## 歴史

### 大隅NIFS ユナイテッドFC
1994年
鹿屋体育大学体育会サッカー部の学生が主体である社会人登録チーム「鹿屋体育大学クラブ」として創設した。
1999年
第79回天皇杯全日本サッカー選手権大会に初出場し、1回戦で甲南大学を破り初勝利を挙げた。2回戦ではアルビレックス新潟に敗れた。
2004年
九州サッカーリーグに初昇格。また、将来のJFLやJリーグ参戦をにらんで、チーム名を「大隅NIFSユナイテッドFC（OSUMI NIFS UNITED FC）」に改め、一般社会人にも本格的に門戸を開いた。NIFS（ニフス）は国立体育大学（National Institute of Fitness and Sports）を意味する。
九州リーグで最下位となり、鹿児島県社会人サッカーリーグ1部に降格。
2005年
鹿児島県リーグ1部で優勝。続く九州各県リーグ決勝大会でも優勝し、1年で九州リーグに復帰。
2007年
リーグ戦では1PK勝・2PK敗の勝点4に終わり、最下位で鹿児島県リーグに降格。
2009年
鹿児島県リーグ1部で優勝したが、九州各県リーグ決勝大会準決勝でHOYO Atletico ELANにPK戦の末に敗れ残留。

### FC KAGOSHIMA
2010年
3月25日、「FC KAGOSHIMA（FC鹿児島）」が発足。2011年度の九州リーグ昇格、2014年度のJFL昇格、2017年度のJリーグ参入を目指すと発表した。また、鹿児島の有力なクラブユースチームの一つであるアミーゴス鹿児島からの支援も受け、鹿屋体育大学とアミーゴス鹿児島から推薦を受けた選手など鹿児島県全域から選手を集めた。
なお、大隅NIFSに所属していた鹿屋体育大学サッカー部在籍選手は一斉退団し、新たに大隅NIFS FCを結成し鹿児島県リーグ大隅地域リーグに加盟。鹿児島県リーグ1部の参加権利を譲渡する形となった。
鹿児島県リーグ1部を全勝優勝すると、続く九州各県リーグ決勝大会でも優勝し九州リーグに昇格。
2012年
終盤までヴォルカ鹿児島とリーグ優勝を争い、最終節の直接対決でヴォルカを下し初優勝。鹿児島県勢が九州リーグを制したのは、1986年の鹿児島サッカー教員団以来26年ぶり。
2013年
8月、2014年よりヴォルカと統合した上で、将来のJリーグ入りを目指すことで合意したと発表した。
10月22日、第37回全国地域サッカーリーグ決勝大会に補充枠で出場が決定。これは第49回全国社会人サッカー選手権大会で3位に入ったFC岐阜SECONDが地域決勝への出場を辞退したことによるもの。
地域決勝1次ラウンドでは2試合終了時点で1勝1敗、決勝ラウンドに進出するためには3戦目のFC KOREA戦で4点差以上での勝利が必要であったが、その試合を4-0で勝利し、各グループ2位成績最上位で決勝ラウンド進出を果たした。決勝ラウンドではヴォルカとの鹿児島ダービーこそ0-4で落としたものの、1勝1PK敗1敗の勝ち点4でヴォルカを上回り3位となった。
12月2日、ヴォルカと統合後の新チーム名を「鹿児島ユナイテッドFC」とすることが発表され、本年をもってFC KAGOSHIMAとしての活動を終えた。12月4日のJFL理事会で、鹿児島ユナイテッドFCのJFL入会が承認された。

## 成績

### 大隅NIFS ユナイテッドFC
| 年度 | 所属        | 順位 | 勝点 | 試合 | 勝 (PK勝) | 分 | (PK敗) 敗 | 得点 | 失点 | 差  | 天皇杯     | 監督     |
| ---- | ----------- | ---- | ---- | ---- | --------- | -- | --------- | ---- | ---- | --- | ---------- | -------- |
| 2003 | 鹿児島県1部 | 優勝 | 19   | 8    | 7         | 1  | 0         |      |      |     | 県予選敗退 |          |
| 2004 | 九州        | 10位 | 28   | 18   | 3         | -  | 15        | 27   | 73   | -46 | 県予選敗退 | 田野恭伸 |
| 2005 | 鹿児島県1部 | 優勝 | 18   | 7    | 6         | 0  | 1         |      |      | 28  | 県予選敗退 | 谷川新   |
| 2006 | 九州        | 6位  | 14   | 16   | 4 (1)     | -  | 11        | 25   | 40   | -15 | 県予選敗退 | 鎌田洋一 |
| 2007 | 九州        | 8位  | 19   | 20   | 6 (0)     | -  | (1) 13    | 31   | 46   | -15 | 県予選敗退 | 鎌田洋一 |
| 2008 | 九州        | 10位 | 4    | 18   | 0 (1)     | -  | (2) 15    | 11   | 44   | -33 | 県予選敗退 | 鎌田洋一 |
| 2009 | 鹿児島県1部 | 優勝 | 17   | 7    | 5         | 2  | 0         | 23   | 5    | 18  | 県予選敗退 | 鎌田洋一 |

### FC KAGOSHIMA
| 年度 | 所属        | 順位 | 勝点 | 試合 | 勝 (PK勝) | 分 | 敗 (PK敗) | 得点 | 失点 | 差 | 天皇杯     | 監督                                 |
| 2010 | 鹿児島県1部 | 優勝 | 21   | 7    | 7         | 0  | 0         | 39   | 4    | 35 | 県予選敗退 | 田上裕                               |
| 2011 | 九州        | 2位  | 47   | 18   | 14 (2)    | -  | 1 (1)     | 62   | 16   | 46 | 2回戦敗退  | 田上裕                               |
| 2012 | 九州        | 優勝 | 51   | 18   | 17 (0)    | -  | 1 (0)     | 76   | 11   | 65 | 県予選敗退 | 田上裕                               |
| 2013 | 九州        | 2位  | 46   | 18   | 15 (0)    | -  | 2 (1)     | 81   | 18   | 63 | 県予選敗退 | 片山博義（-13.6） /大久保毅（13.6-） |

## タイトル

### リーグ戦
- 九州サッカーリーグ：1回
  - 2012年

### カップ戦
- 鹿児島県サッカー選手権大会（天皇杯県予選）：1回
  - 2011年

## ユニフォーム

### クラブカラー
熱く燃え上がる南国の太陽をイメージしたオレンジ、錦江湾等の美しい海をイメージしたライトブルー、桜島等の山々をイメージしたグレーがチームカラーで、それらの色がユニフォームに使用されていた。

## スポンサー
2012年10月時点
オフィシャルトップパートナー
- ECCジュニア
- JA共済 (JA鹿児島中央)
- uhuru

オフィシャルクラブパートナー(一部)
- ERG (アーヴァン・ウェル・ネス・クラブ・エルグ)
- 薩摩酒造
- (株)あいハウジング
- ＵＭＥ
- スポスタイル

オフィシャルユニフォームサプライヤー
- A-LINE

クラブサポート会員(一部)
- パティスリーヤナギムラ
- 城山観光ホテル
- 鹿児島東急ホテル
- 日能研九州

メディアパートナー(一部)
- 鹿児島シティFM

## FC KAGOSHIMA U-18
FC鹿児島設立当初から支援を表明している、地元有力ユース「アミーゴス鹿児島」のU-18を
2012年4月より、「FC KAGOSHIMA U-18」と改名し、下部組織としての運営を行っていた。2014年より再度「アミーゴス鹿児島」に戻っている。

### 戦績
高円宮杯U-18サッカーリーグ（旧：JFAプリンスリーグU-18）
| 年     | リーグ                | 順位 | 勝ち点 | 勝 | 分 | 負 | 得点 | 失点 | 差  |
| 2010年 | プリンスリーグ九州2部 | 7位  | 12     | 4  | 0  | 7  | 19   | 31   | -12 |
| 2011年 | プリンスリーグ九州2部 | 10位 | 8      | 2  | 2  | 7  | 15   | 29   | -14 |
| 2012年 | プリンスリーグ九州2部 | 5位  | 28     | 9  | 1  | 8  | 29   | 27   | 2   |
| 2013年 | プリンスリーグ九州2部 | 8位  | 24     | 7  | 3  | 8  | 37   | 36   | 1   |

 Jリーグユース選手権大会
※決勝トーナメントに進出した試合のみ表記
| 年     | 時期  | スコア | 対戦相手                   |
| 2005年 | 1回戦 | 0-3    | ガンバ大阪ユース           |
| 2006年 | 1回戦 | 1-2    | 名古屋グランパスエイトU-18 |
| 2008年 | 1回戦 | 1-4    | ガンバ大阪ユース           |
| 2009年 | 1回戦 | 0-2    | 京都サンガF.C.U-18         |
| 2010年 | 1回戦 | 0-2    | 清水エスパルスユース       |
| 2011年 | 1回戦 | 1-2    | ヴィッセル神戸ユース       |

## チームの普及活動

### サッカースクール
2011年11月より、主催・運営をNPO法人のS.O.R.A、FC鹿児島が協力をし、鹿児島県各地で活動を行っていた。
| 地域           | 曜日       | 対象             | 会場                                                                     |
| -------------- | ---------- | ---------------- | ------------------------------------------------------------------------ |
| 鹿児島地区     | 毎週火曜日 | 幼稚園生～中学生 | 鴨池緑地公園グラウンド 鴨池補助グラウンド                                |
| 指宿地区       | 毎週金曜日 | 小学生～中学生   | 指宿市営野球場                                                           |
| 川内地区       | 毎週木曜日 | 幼稚園生～高校生 | サンドームせんだい サンアリーナせんだい 薩摩川内市総合運動公園多目的広場 |
| 南さつま地区   | 毎週水曜日 | 小学生～中学生   | かせだドーム                                                             |
| 曽於・大隅地区 | 毎週火曜日 | 幼稚園生～高校生 | 深川研修センター                                                         |
| 国分地区       | 毎週水曜日 | 幼稚園生～小学生 | いきいき国分交流センター                                                 |
| 日置地区       | 毎週火曜日 | 幼稚園生～中学生 |                                                                          |

### オフィシャルカフェ
FC KAGOSHIMA発足と同時に天文館に“colors”というオフィシャルカフェをオープンした。長年地域で活動していたヴォルカ鹿児島とは違い知名度では圧倒的に劣ることからチームの存在をアピールするアンテナの役割も果たしていた。なお、FC KAGOSHIMAのみを対象としてではなくスポーツカフェとしてオープンされていた。また、FC KAGOSHIMAの過去の記録DVDを見ることも可能であった。

### FC KAGOSHIMA通信
チームの記録やプロモーション活動のPRの為に不定期で発行している会報のようなもので、公式ホームページ内 でも配布されておりPDF形式で全てのファイルを閲覧可能となっている。